# 埃利奥特·安德森
埃利奥特·朱尼尔·安德森（英語：Elliot Junior Anderson，2002年11月6日—），英格兰职业足球运动员，司职中场，现效力于英超诺丁汉森林。